# Мальоново
Мальоново (пол. Malonowo) — село в Польщі, у гміні Карліно Білоґардського повіту Західнопоморського воєводства.
Населення — 538 осіб (2011).
У 1975-1998 роках село належало до Кошалінського воєводства.

## Демографія
Демографічна структура станом на 31 березня 2011 року:
|          | Загалом | Допрацездатний вік | Працездатний вік | Постпрацездатний вік |
| -------- | ------- | ------------------ | ---------------- | -------------------- |
| Чоловіки | 266     | 54                 | 195              | 17                   |
| Жінки    | 272     | 65                 | 157              | 50                   |
| Разом    | 538     | 119                | 352              | 67                   |